# Ambrysus signoreti
Ambrysus signoreti är en insektsart som beskrevs av Carl Stål 1862. Ambrysus signoreti ingår i släktet Ambrysus och familjen vattenbin. Inga underarter finns listade i Catalogue of Life.